# 解毒剤
解毒剤（げどくざい、英語：antidote）は、中毒を緩和することのできる物質のことである。この言葉は、ギリシア語の「antididonai」（与えられた対抗）に由来する。
ある種の毒の場合、動物に少量の毒を注射して、でき上がった抗体を血中から抽出することによって解毒剤（血清）を作る場合がある。この方法により、毒蛇、毒蜘蛛、その他の有毒生物の毒に対する解毒剤が作られている。多くの生物毒には有効な解毒剤が存在せず、このような毒で咬まれたり刺されたりすると死に至ることがある。例えば蜘蛛、サソリ、蜂など節足動物によるある種の毒は、アレルギー反応やアナフィラキシーショックが起こった場合、アドレナリンの使用やアレルギー反応、アナフィラキシー･ショックに対処できる解毒剤がないとその毒は致死性になる可能性を秘めている。
その他の毒については解毒剤はほとんど知られていない。例えば有毒植物トリカブトの毒アコニチン中毒の場合など、極めて有毒なアルカロイドについて、ほとんど有効な解毒剤がなく、仮にヒトが致死量を摂取した場合、拮抗剤があっても判別できなければ結果として死を招くこととなる。

## 作用機序に応じた対応
経口摂取
毒を経口摂取した場合、毒を吸着し、消化器官から流し出し、それゆえ大半の毒を吸着して排出できる吸着剤活性炭を経口投与することがしばしば対処法として用いられる。牛乳や卵などの緩和剤で内臓に壁を作り保護するために飲ませる対応も取られるが、牛乳の脂肪に溶けるガソリンや殺虫剤などの場合は飲ませると症状が悪化する。
解毒剤ではないが、胃洗浄・腸洗浄、血液浄化、下剤・強制利尿は有効な解毒法で、嘔吐を催促するのは飲み込んだ物と患者の状況による。胃洗浄とは、人体に有害な物質を誤食・誤飲したとき、水や生理的食塩水などの洗浄液と胃チューブ（患者が意識を失っている時は誤嚥性肺炎を起こす可能性があるため、気管内チューブを挿管し、カフを膨らませてから胃洗浄を行う）、活性炭などの吸着剤や解毒剤、チューブの挿管を容易にする潤滑剤を用いて、胃に残る未吸収物質を除去する目的で行われる。また、内視鏡検査や手術の前にも行われることがある。
胃洗浄の有効性を左右する要素は、大きく分けて3つである。
1. 摂取してから胃洗浄を行うまでの時間
2. 摂取した量
3. 摂取した物質の吸収速度などの臨床条件

特に重要なのが「摂取してから胃洗浄を行うまでの時間」であって、一般に1時間以内が目安である。
一部の毒には解毒・拮抗剤があるが、摂取した物が分からなければ対応ができない。トリカブトとフグの毒は拮抗し、毒に対して毒を使用して薬となり、トリカブトの毒はローマ時代の『博物誌』や中国の『呂氏春秋』でサソリなどの毒への解毒薬として書かれている。メタノール中毒ではエタノールの方が吸収されやすいため拮抗剤としてエタノールを使用する。
毒を注入された場合
有害生物に咬まれたり刺されたりして体内に毒を注入された場合、結束バンドを使用して毒を局所に留め、毒が血液やリンパ液を経て全身に回るのを遅らせる方法が往々にして取られるが、しばしば手足を失うことがある。
解毒剤となる抗血清があれば投与する。

## 主な解毒剤の一覧
| 解毒剤 | 適用                                                             |
| --- | ---------------------------------------------------------------- |
| 活性炭（ソルビトールとともに）                                                                                               | 多くの経口毒物に使用                                             |
| アトロピン | 有機リン酸エステル及びカルバメート殺虫剤、いくつかのきのこ       |
| 交感神経β受容体遮断薬 | テオフィリン                                                     |
| 塩化カルシウム | カルシウム拮抗剤、クロゴケグモの咬まれ                           |
| グルコン酸カルシウム | フッ化水素酸                                                     |
| EDTA、ジメルカプロール (BAL)、D-ペニシラミン及び2,3-ジメルカプトコハク酸（dimercaptosuccinic acid (DMSA)）のようなキレート剤 | 重金属中毒                                                       |
| シアン化合物解毒剤(亜硝酸アミル、亜硝酸ナトリウムまたはチオ硫酸ナトリウム)                                                   | シアン化合物中毒                                                 |
| シプロヘプタジン | セロトニン症候群                                                 |
| デフェロキサミン メシレート（mesylate）                                                                                      | 鉄中毒                                                           |
| ジゴキシン 免疫ファブ（Digoxin Immune Fab）抗体 (ディグバインド（Digbind）及びデジファブ（Digifab）)                         | ジゴキシン中毒                                                   |
| ジフェンヒドラミン塩酸塩及びベンズトロピンメシレート（benztropine mesylate）                                                 | 抗精神病薬と関連したエキストラピラミダール（Extrapyramidal）反応 |
| エタノールまたはフォメピゾール（fomepizole）                                                                                 | エチレングリコール中毒及びメタノール中毒                         |
| フルマゼニル | ベンゾジアゼピン中毒                                             |
| グルカゴン | 交感神経β受容体遮断薬中毒及びカルシウム拮抗剤中毒                |
| 100% 酸素またはハイパーバリック酸素療法（hyperbaric oxygen therapy (HBOT)）                                                  | 一酸化炭素中毒及びシアン化合物中毒                               |
| インスリン | 交感神経β受容体遮断薬中毒及びカルシウム拮抗剤中毒                |
| フォリン酸 | メトトレキサート及びトリメトプリム                               |
| メチレンブルー | メトヘモグロビン血症を原因とする症状の治療                       |
| ナロキソン | 麻薬による呼吸抑制作用                                           |
| N-アセチルシステイン（N-acetylcysteine）                                                                                     | パラセタモール（Paracetamol） (アセトアミノフェン)中毒           |
| オクトレオタイド（Octreotide）                                                                                               | 経口低血糖（hypoglycemic）剤                                     |
| プラリドキシムヨウ化メチル (2-PAM)                                                                                           | 有機リン化合物殺虫剤                                             |
| プロタミン硫酸塩（Protamine sulfate）                                                                                        | ヘパリン中毒                                                     |
| 紺青 | タリウム中毒                                                     |
| 硫酸フィゾスチグミン（Physostigmine）                                                                                        | 抗コリン作用薬anticholinergic中毒                                |
| ピリドキシン（Pyridoxine）                                                                                                   | イソニアジド（Isoniazid）中毒、エチレングリコール                |
| フィトメナジオン(ビタミンK)及び新鮮凍結血漿                                                                                  | ワルファリン中毒及びインダンジオン                               |
| 重炭酸ナトリウム | アスピリン, TCAs with a wide QRS                                 |

- Mk1 (神経剤解毒剤キット) - アメリカ軍の解毒剤キット
- 神経剤解毒剤自動注射器[6]